# Wojtek Wolski
Wojtek Wolski [vojtek volski] (* 24. února 1986 Zabrze) je bývalý polsko-kanadský hokejový útočník.

## Kariéra
V roce 2004 byl draftován v prvním kole, 21. celkově týmem Colorado Avalanche. Wolski debutoval v NHL coby útočník Colorada 5. listopadu 2005 proti týmu Edmonton Oilers. V jeho první plně profesionální sezóně v NHL si zahrál YoungStars Game. Sedmadvacetiletý rodák ze Zabrze odehrál v dresu Avalanche pět sezón (2005 až 2010), během kterých nastoupil ve 302 utkáních, do statistik si v nich připsal 193 bodů za 73 branek a 120 přihrávek.
V závěru sezóny 2009-10, ve které byl v týmu Colorada dlouhou dobu druhým nejproduktivnějším hokejistou, přestoupil Wolski do Phoenixu. Těsně před uzávěrkou přestupového okénka (3. března 2010) ho Colorado vyměnilo za Petera Muellera a Kevina Portera. 28. června 2010 s ním představitelé Phoenixu uzavřeli dvouletou smlouvu v celkové hodnotě 7,6 miliónů amerických dolarů. V jeho prvním zápase za Coyotes zaznamenal vítězný gól proti svému bývalému klubu. Od vstupu do Phoenixu přešel z čísla 8, které nosil v Coloradu na číslo 86.
Barvy arizonského celku hájil jen do 10. ledna 2011, kdy ho Kojoti vyměnili do New Yorku Rangers, do Phoenixu se místo něho stěhoval český bek Michal Rozsíval. Wolski sám potvrdil, že hrát za Rangers byl jeho sen. Na začátku sezóny 2011/12 v listopadu 2011 podstoupil operaci třísel, následovanou delší rehabilitací, jako výsledek zranění bylo, že se nedostal do základu Rangers a byl poslán farmu.
25. února 2012 Rangers oznámili, že Wolski byl tradován do klubu Florida Panthers, výměnou za to, aby přišel do klubu obránce Michael Vernace a za možnost třetí volby ve vstupním draftu NHL 2013. Při své premiéře v dresu Panthers vstřelil vyrovnávací gól proti týmu Carolina Hurricanes a následně Florida vyhrála na nájezdy.
V červenci 2013 se jako nechráněný volný hráč dohodl s Washingtonem na ročním kontraktu za 600 tisíc dolarů. Zatím, v předchozích čtyřech týmech v NHL hrál celkem 424 zápasů, za které dohromady nasbíral 258 bodů (95 gólů a 163 asistencí).
Dne 20. května 2013 podepsal dvouletou smlouvu s ruským Nižnij Novgorodem, který hraje Kontinentální hokejovou ligu. Po dvou úspěšných sezónách v tomto klubu podepsal 1. května 2015 dvouletou lukrativní smlouvu s Metallurgem Magnitogorsk. Hned v první sezóně 2015/16 s ním získal Gagarinův pohár pro vítěze KHL.

## Ocenění
| Cena:                    | Rok udělení: |
| OHL                      |              |
| OHL All-Rookie Team      | 2002–03      |
| OHL All-Star Team        | 2003–04      |
| Top Draft Prospect Award | 2003–04      |
| OHL All-Star Team        | 2005–06      |
| Red Tilson Trophy        | 2005–06      |
| William Hanley Trophy    | 2005–06      |
| Canadian Hockey League   | 2005–06      |
| NHL                      |              |
| NHL YoungStars Game      | 2006–07      |

## Klubové statistiky
| Sezóna     | Klub                    | Soutěž     |     | Základní část | Základní část | Základní část | Základní část | Základní část |    | Play off | Play off | Play off | Play off | Play off |
| Sezóna     | Klub                    | Soutěž     | Z   | G             | A             | B             | TM            | Z             | G  | A        | B        | TM       |          |          |
| 2001/02    | St. Michael's Buzzers   | OPJHL      | 33  | 16            | 33            | 49            | 40            | —             | —  | —        | —        | —        |          |          |
| 2002/03    | Brampton Battalion      | OHL        | 64  | 25            | 32            | 57            | 24            | 11            | 5  | 0        | 5        | 6        |          |          |
| 2003/04    | Brampton Battalion      | OHL        | 66  | 29            | 41            | 70            | 30            | 12            | 5  | 3        | 8        | 8        |          |          |
| 2004/05    | Brampton Battalion      | OHL        | 67  | 29            | 44            | 73            | 41            | 6             | 2  | 5        | 7        | 6        |          |          |
| 2005/06    | Brampton Battalion      | OHL        | 57  | 47            | 81            | 128           | 46            | —             | —  | —        | —        | —        |          |          |
| 2005/06    | Colorado Avalanche      | NHL        | 9   | 2             | 4             | 6             | 4             | 8             | 1  | 3        | 4        | 2        |          |          |
| 2006/07    | Colorado Avalanche      | NHL        | 76  | 22            | 28            | 50            | 14            | —             | —  | —        | —        | —        |          |          |
| 2007/08    | Colorado Avalanche      | NHL        | 77  | 18            | 30            | 48            | 14            | 7             | 2  | 3        | 5        | 2        |          |          |
| 2008/09    | Colorado Avalanche      | NHL        | 78  | 14            | 28            | 42            | 28            | —             | —  | —        | —        | —        |          |          |
| 2009/10    | Colorado Avalanche      | NHL        | 62  | 17            | 30            | 47            | 21            | —             | —  | —        | —        | —        |          |          |
| 2009/10    | Phoenix Coyotes         | NHL        | 18  | 6             | 12            | 18            | 6             | 7             | 4  | 1        | 5        | 0        |          |          |
| 2010/11    | Phoenix Coyotes         | NHL        | 36  | 6             | 10            | 16            | 10            | —             | —  | —        | —        | —        |          |          |
| 2010/11    | New York Rangers        | NHL        | 37  | 6             | 13            | 19            | 8             | 5             | 1  | 2        | 3        | 0        |          |          |
| 2011/12    | New York Rangers        | NHL        | 9   | 0             | 3             | 3             | 2             | —             | —  | —        | —        | —        |          |          |
| 2011/12    | Hartford Wolf Pack      | AHL        | 6   | 3             | 2             | 5             | 0             | —             | —  | —        | —        | —        |          |          |
| 2011/12    | Florida Panthers        | NHL        | 22  | 4             | 5             | 9             | 0             | 2             | 0  | 0        | 0        | 4        |          |          |
| 2012/13    | Ciarko PBS Bank Sanok   | PLH        | 9   | 3             | 7             | 10            | 37            | —             | —  | —        | —        | —        |          |          |
| 2012/13    | Washington Capitals     | NHL        | 27  | 4             | 5             | 9             | 6             | —             | —  | —        | —        | —        |          |          |
| 2013/14    | Torpedo Nižnij Novgorod | KHL        | 54  | 19            | 19            | 38            | 60            | 7             | 1  | 2        | 3        | 2        |          |          |
| 2014/15    | Torpedo Nižnij Novgorod | KHL        | 52  | 23            | 20            | 43            | 36            | 5             | 2  | 2        | 4        | 8        |          |          |
| 2015/16    | Metallurg Magnitogorsk  | KHL        | 54  | 18            | 29            | 47            | 22            | 22            | 2  | 8        | 10       | 23       |          |          |
| 2016/17    | Metallurg Magnitogorsk  | KHL        | 19  | 5             | 5             | 10            | 6             | —             | —  | —        | —        | —        |          |          |
| 2017/18    | HC Rudá hvězda Kunlun   | KHL        | 32  | 7             | 21            | 28            | 42            | —             | —  | —        | —        | —        |          |          |
| 2017/18    | Metallurg Magnitogorsk  | KHL        | 14  | 5             | 7             | 12            | 10            | 11            | 5  | 6        | 11       | 4        |          |          |
| 2018/19    | Metallurg Magnitogorsk  | KHL        | 18  | 6             | 9             | 15            | 0             | —             | —  | —        | —        | —        |          |          |
| 2018/19    | HC Rudá hvězda Kunlun   | KHL        | 26  | 5             | 8             | 13            | 10            | —             | —  | —        | —        | —        |          |          |
| 2019/20    | HC Rudá hvězda Kunlun   | KHL        | 19  | 2             | 2             | 4             | 8             | —             | —  | —        | —        | —        |          |          |
| 2019/20    | HC Oceláři Třinec       | ČHL        | 13  | 10            | 7             | 17            | 8             | —             | —  | —        | —        | —        |          |          |
| NHL celkem | NHL celkem              | NHL celkem | 451 | 99            | 168           | 267           | 113           | 29            | 8  | 9        | 17       | 8        |          |          |
| KHL celkem | KHL celkem              | KHL celkem | 288 | 90            | 120           | 210           | 194           | 46            | 10 | 18       | 28       | 39       |          |          |